# Herkul
Herkul je bil v rimski mitologiji mitološki junak, v grški mitologiji znan kot Heraklej (Ἡρακλῆς).

## Dvanajstero junaštev
Najbolj je znanih njegovih dvanajst del, ki si sledijo:
- ubije nemejskega leva
- ubije Hidro
- ujame kerinitsko košuto
- ujame erimantskega merjasca
- izkida Avgijev hlev v enem dnevu
- prežene stimfalide
- ujame kretskega bika
- prižene v Mikene kobile Tračana Diomeda
- prinese pas za orožje Amazonke Hipolite
- prižene goveda velikana Gerioneja
- ukrade Hesperidam jabolka
- ugrabi Kerbera